# Napomyza prima
Napomyza prima är en tvåvingeart som beskrevs av Zlobin 2001. Napomyza prima ingår i släktet Napomyza och familjen minerarflugor.
Artens utbredningsområde är Nepal. Inga underarter finns listade i Catalogue of Life.